# Port lotniczy Bor (Sudan Południowy)
Port lotniczy Bor (ICAO: HSBR) – port lotniczy położony w Bor, w Sudanie Południowym, stan Jonglei.